# Miša Čermak
Miša Čermak, slovenska novinarka in tekstopiska, * 23. julij 1957, SFRJ.

## Življenje in kariera
Delala je kot novinarka. Kot predstavniki Slovenije (poleg Mirana Rudana in Pop Designa) so tik pred razpadom Jugoslavije sodelovali v srbskem Novem Sadu s pesmijo Kadar sem sama – pele so Alenka Godec, Marta Zore, Mojca Vižentin.
Leta 1995 je s prevodi/z avtorsko priredbo songov (novi songi na znane melodije) sodelovala pri prvem in zelo uspešnem kavarniškem muzikalu Arabella, v režiji Matjaža Pograjca ter v sodelovanju z drugimi znanimi imeni slovenske glasbene (Miran Juvan, Vita Mavrič) in igralske (Ivo Godnič, Janez Škof) scene. A njeni začetki povezovanja besed in glasbe segajo skoraj 35 let nazaj, ko jo je k sodelovanju na festival otroških pesmi Blejski srček povabil Tomaž Kozlevčar. Z njim in z drugimi avtorji je za otroške festivale v nekaj letih napisala ogromno besedil, ki še živijo, in že ob prvem sodelovanju prejela prvo nagrado strokovne žirije za skladbo, ki jo je z notami podpisal pokojni Ati Soss.
Glasba in besedila so bila in ostala njena ljubezen. Ponosna je na sodelovanje z odličnimi glasbeniki: s Patrikom Greblom, Primožem Grašičem, Sašem Fajonom, Tomažem Kozlevčarjem, z Bojanom Adamičem, Faraonom Enzem Hrovatinom, Jožetom Privškom, Juretom Robežnikom, Lojzetom Kranjčanom, Marinom Legovičem, Martinom Štibernikom, Mojmirjem Sepetom, Omarjem Naberjem, Rokom Golobom. Iz z izvajalci, med katerimi so Faraoni v zlatih in uspešnih časih z večino njenih besedil, pa Alenka Godec, Ana Dežman, Braco Koren, Damjana Golavšek, Darja Švajger, Gašper Rifelj, Helena Blagne, Katrinas, Lado Leskovar, Manca Izmajlova, Marta Zore z večino uspešnic, Nina Pušlar, Nuša Derenda, Oto Pestner, Perpetuum Jazzile, Polona Furlan, Slavko Ivančić, Tulio Furlanič, Victory, Vita Mavrič in mnogi drugi. 
Sodelovala je tudi na nekaterih slovenskih pesemskih izborih.
Seveda je v treh desetletjih pisanja besedil dobivala tudi nagrade, ne le za pesmi, ki so jih peli otroci – tako za besedila kot strokovne nagrade za pesmi v celoti in nagrade po izboru občinstva. Na festivalu Melodije morja in sonca so bile njene pesmi kar trikrat zmagovalke občinstva (Mi ljudje smo kot morje; Še si tu; Delam, kar se ne sme). Obenem je kar petkrat prejela strokovno nagrado za najboljše besedilo (Verjemi vase; Ko je eno vse; Naj živi; Delam, kar se ne sme; Ti veš). 
A največja nagrada, poleg nekaj desetletij dolgega delovanja v času in prostoru, ki slovenski glasbi že dolgo ni več naklonjen, je bilo prvo priznanje in prvo prepoznavanje njenega dela in posledično sodelovanje z mojstrom Bojanom Adamičem.

## Baza slovenskih filmov
Miša Čermak je kot avtorica glasbe sodelovala pri celovečernem dokumentarnem filmu Živim (Slovenija, 2020).

## Dela
- Alenka Godec - Ljubim to ljubezen (Vojko Sfiligoj/Miša Čermak/Vojko Sfiligoj) (1995)
- Alenka Godec: Moj prijatelj si (Primož Grašič/Miša Čermak/Primož Grašič)
- Alenka Godec, Marta Zore - Zdaj ga poznam (I Know Him So Well) (Benny Andersson, Björn Ulvaeus, Tim Rice/Miša Čermak)
- Alenka Godec - Ne pozabi na stare čase (Enzo Hrovatin/Miša Čermak/Jani Hace) (2010)
- Alenka Godec, Oto Pestner - To noč (Tomaž Kozlevčar/Miša Čermak/Tomaž Kozlevčar)
- Anita Stražar: Čas in mir (Tomaž Kozlevčar/Miša Čermak)
- Anita Stražar: Kaj naj prosim dedka Mraza (Tomaž Kozlevčar/Miša Čermak/Tomaž Kozlevčar) (1988)
- Ansambel Henček: Dolenjska (Igor Jure Robežnik/Miša Čermak) (1998)
- Ansambel Henček: Zdravica (Igor Jure Robežnik/Miša Čermak/Igor Jure Robežnik) (1998)
- Ansambel Udar, Braco Koren: Deklica (Franc Koren/Miša Čermak/Tomaž Kozlevčar)
- Barbara Čokl - Druga ženska (Dečo Žgur/Miša Čermak/Nada Žgur) (1989)
- Braco Koren: Dan se začne s teboj (Franc Koren/Miša Čermak/Tomaž Kozlevčar)
- Braco Koren: Hvala ti/Hvala ti, hčerka moja/Hvala, hčerka moja (Franc Koren/Miša Čermak/Tomaž Kozlevčar)
- Braco Koren: Na otoku (Franc Koren/Miša Čermak/Tomaž Kozlevčar)
- Braco Koren: Pojdiva z barko (Franc Koren/Miša Čermak/Tomaž Kozlevčar)
- Braco Koren: Zaspi (Franc Koren, Tomaž Kozlevčar/Miša Čermak/)
- Damjana Golavšek, Hot Hot Hot - Nocoj ljubila bi se s teboj (Karel Novak/Miša Čermak/Karel Novak, Miha Grošelj)
- Damjana Golavšek - Prijatelj (Karel Novak/Miša Čermak/Karel Novak) (1991)
- Darja Švajger - Molitev (Patrik Greblo/Miša Čermak/Patrik Greblo) (2006, 2010)
- Davor Božič: Ne pohodi ga (Davor Noel Božič/Miša Čermak/Jože Hauko)
- DJ Time: Odšel bom (Branko Jovanović Vunjak/Miša Čermak)
- Drugo dugme, Holliday Band: Ni mi žal (Zvonko Zvone Hranjec/Miša Čermak) (2005)
- Enzo Hrovatin: Pesnikov dih (Enzo Hrovatin/Miša Čermak)
- Eroika - Molitev (Patrik Greblo/Miša Čermak/Patrik Greblo) (2008)
- Eva Kozlevčar, Tomaž Kozlevčar: Najine noči (Tomaž Kozlevčar/Miša Čermak) (1986)
- Eva Svent, Kataya, Katica GS, Nika Zorjan, Popsing - Jingle Bells (tradicionalna, Raay/Miša Čermak/Franci Tepina, Raay, Tim Valant) (2010)
- Eva Škofič Maurer - Moj kuža (Patrik Greblo/Miša Čermak/Sašo Fajon) (2002)
- Eva Škofič Maurer - Moj rojstni dan (Patrik Greblo/Miša Čermak/Sašo Fajon) (2002)
- Faraoni: Božični zvon/Ljubezen je božični zvon (Enzo Hrovatin, Ferdinand Maraž/Drago Mislej, Ferdinand Maraž, Miša Čermak/Enzo Hrovatin, Ferdinand Maraž)
- Faraoni - Drugačen (Enzo Hrovatin/Miša Čermak/Enzo Hrovatin)
- Faraoni - Hrepenenje (Enzo Hrovatin/Miša Čermak/Patrik Greblo) (2007)
- Faraoni - Lahko bi ostal (Enzo Hrovatin/Miša Čermak/Enzo Hrovatin)
- Faraoni: Ljubi kruhek (Tamara Kaluža Pocecco/Miša Čermak/Milan Lončina, Tamara Kaluža Pocecco)
- Faraoni - Ne bom pozabil na stare čase (Enzo Hrovatin/Miša Čermak/Enzo Hrovatin, Sašo Fajon)
- Faraoni - Ne vdaj se (Pietro Pocecco/Miša Čermak/Edoardo Meola) (2002)
- Faraoni - Noč vina (Enzo Hrovatin/Miša Čermak/Enzo Hrovatin)
- Faraoni - Pozabljen dan (Enzo Hrovatin/Miša Čermak/Enzo Hrovatin)
- Faraoni - Srečna si (Enzo Hrovatin/Miša Čermak/Enzo Hrovatin)
- Faraoni - Ti in jaz (Enzo Hrovatin/Miša Čermak/Enzo Hrovatin)
- Faraoni - Ti nisi sam (Enzo Hrovatin/Miša Čermak/Sašo Fajon)
- Faraoni - Vse, kar imam (Enzo Hrovatin, Ferdinand Maraž/Miša Čermak/Enzo Hrovatin)
- Franc Koren: Ne joči (Franc Koren/Miša Čermak/Tomaž Kozlevčar)
- Franc Koren, Han Duo: Ostal sem sam (Franc Koren/Miša Čermak/Tomaž Kozlevčar)
- Gašper Rifelj - In si ti (Gašper Rifelj/Miša Čermak)
- Helena Blagne - Ker ga ljubim/Ker ljubim ga (Matjaž Vlašič/Miša Čermak/Boštjan Grabnar, Matjaž Vlašič) (1996)
- Helena Blagne - Brez tebe mene ni/Zaljubljena (Matjaž Vlašič/Miša Čermak/Boštjan Grabnar, Matjaž Vlašič, Patrik Greblo) (1996)
- Irena Vrčkovnik - Pojem pesem (Igor Podpečan/Miša Čermak/Tomaž Kozlevčar) (1991)
- Irena Vrčkovnik - Poljub pove vse (Clark/Miša Čermak)
- Irena Vrčkovnik - Poslušam srce (Mexican Girl) (Chris Norman, Pete Spencer/Miša Čermak)
- Irena Vrčkovnik - To bo tisti dan (That'll Be the Day) (Buddy Holly, Jerry Allison, Norman Petty/Miša Čermak)
- Ivana Šundov: Poletje (Marino Legovič/Miša Čermak) (2000)
- Katja Mihelič - To nisi ti (Miha Kralj/Miša Čermak/Miha Kralj) (1997)
- Katrinas - Začarana (Rok Golob/Miša Čermak/Rok Golob) (2001)
- Kompass Group: Nudo kompas (Tomaž Kozlevčar/Miša Čermak) (2016)
- Lado Leskovar: Otrok (Jan Plestenjak/Miša Čermak/Dečo Žgur, Jan Plestenjak/Talent Planet, d. o. o.) (1995)
- Magic: Čakam te (Zoran Košir/Miša Čermak/Zoran Košir)
- Maja Kampl: Mavrica (Tomaž Kozlevčar/Miša Čermak/Tomaž Kozlevčar) (2008)
- Maraaya - Ne bom pozabil na stare čase
- Marta Zore - Le s teboj (Miran Juvan/Miša Čermak/Miran Juvan)
- Marta Zore - Meni si življenje (Miran Juvan/Miša Čermak/Miran Juvan)
- Marta Zore - Midva (Miran Juvan/Miran Juvan, Miša Čermak/Jože Privšek)
- Marta Zore - Ne bom (Miran Juvan/Miša Čermak/Sašo Fajon)
- Marta Zore: Ne bom odšla (Tomaž Borsan/Miša Čermak/Ines Prajo)
- Marta Zore - Nekje, kjer se je ustavil čas (Tomaž Borsan/Miša Čermak)
- Marta Zore - Ni mi žal (Sašo Fajon/Miša Čermak/Sašo Fajon) (1998)
- Marta Zore - Ni te več (Miran Juvan/Miša Čermak/Jože Privšek)
- Marta Zore - On (Marta Zore, Miran Juvan/Miša Čermak/Miran Juvan) (1995)
- Marta Zore - Pesem je vse, kar sem (Miran Juvan/Miša Čermak/Sašo Fajon) (1998)
- Marta Zore - Pozabil si na vse (Miran Juvan/Marta Zore, Miša Čermak/Miran Juvan)
- Marta Zore - Sama (Jani Golob/Miša Čermak/Jani Golob)
- Marta Zore - Večer (Marta Zore/Marta Zore, Miša Čermak/Marta Zore, Miran Juvan) (1995)
- Marta Zore, Vili Resnik - Vse, kar sva bila (Sašo Fajon/Miša Čermak/Sašo Fajon) (1996)
- Meta Močnik: Mnogo sreče (Marcella Bella/Miša Čermak/Jože Hauko)
- Meta Močnik: Moški mojih sanj (Jože Hauko/Miša Čermak)
- Nada Nekrep: Moj računalnik(Jože Hauko/Miša Čermak/Jože Hauko)
- Nataša Madjar: Naj zmaga ljubezen (Nuhi Severdžan/Miša Čermak) (2000)
- New Swing Quartet: Fantje (Tomaž Kozlevčar/Miša Čermak)
- Nina Pušlar - Spomin srca (Martin Štibernik/Miša Čermak) (2013)
- Nuša Derenda - Luč (Omar Naber/Miša Čermak/Franci Zabukovec, Miha Gorše, Omar Naber, Patrik Greblo) (2005, 2006)
- Rok Šošter: Moja pesem (Enzo Hrovatin/Miša Čermak/Enzo Hrovatin, Sašo Fajon) (1996)
- Rok Šošter - Ne reci nič več (Enzo Hrovatin/Miša Čermak/Enzo Hrovatin, Sašo Fajon) (1997)
- Rok Šošter - To je ljubezen (Enzo Hrovatin/Miša Čermak/Marino Legovič) (1998)
- Romana Krajnčan - Mi, ki smo rojeni/Sonce sreče (Lojze Krajnčan/Miša Čermak) (2004)
- Samo Kozlevčar: Midva sva (Tomaž Kozlevčar/Miša Čermak)
- Sanja Mlinar Marin: Na potep (Mojmir Sepe/Miša Čermak) (1989)
- Skupina Kompas: Naj bo tako, kot je (Tomaž Kozlevčar/Miša Čermak)
- Slavko Ivančić - Moja ljubezen (Patrik Greblo/Miša Čermak/Patrik Greblo) (2003)
- Slavko Ivančić - Nekje na pol poti (Enzo Hrovatin/Enzo Hrovatin, Miša Čermak/Enzo Hrovatin) (2007)
- Stane Vidmar: Vrni mi ljubezen (Stane Vidmar/Miša Čermak/Stane Vidmar)
- Šarm: Uživaj danes (Miro Tomažič, Tomaž Kozlevčar/Miša Čermak)
- Tatjana Dremelj - Svobodna sem (Sašo Fajon/Miša Čermak/Sašo Fajon)
- Tatjana Dremelj - Življenje (Sašo Fajon/Miša Čermak/Sašo Fajon)
- Tereza Kesovija - Povej mi (Patrik Greblo/Miša Čermak, Patrik Greblo/Sašo Fajon) (2004)
- Time to Time: Moj otrok (Tomaž Kozlevčar/Miša Čermak)
- Tina Malal: Vse in nič (Marino Legovič/Miša Čermak/Marino Legovič) (1998)
- Urban Mlinar: Bmx kolo (Milan Ferlež/Miša Čermak/Milan Ferlež) (1989)
- Vita Mavrič: Harmonikar (Jože Hauko/Miša Čermak)
- Vita Mavrič: Močen (Jože Hauko/Miša Čermak)
- Vita Mavrič: Mrtvo listje (Jože Hauko/Miša Čermak)
- Žare Cergol: Obala moja (Tomaž Kozlevčar, Žare Cergol/Miša Čermak)

## Ostala dela
- Ali si prevelik ali si premali (Andrej Andy Arnol/Miša Čermak/Andrej Andy Arnol)
- Bratec Samo (Tomaž Kozlevčar/Miša Čermak/Tomaž Kozlevčar)
- Cuha puha (Jože Hauko/Miša Čermak/Tomaž Kozlevčar)
- Dan in noč (Jože Hauko/Miša Čermak/Dečo Žgur)
- Greš, ne greš (Tomaž Kozlevčar/Miša Čermak/Tomaž Kozlevčar)
- Hop hop (Oto Pestner/Miša Čermak)
- Kliči me (Franc Koren/Miša Čermak/Tomaž Kozlevčar)
- Ko te ni (Enzo Hrovatin/Miša Čermak/Marino Legovič) (1998)
- Lepa (Sašo Fajon/Miša Čermak/Sašo Fajon)
- Moja Ana (Vladimir Stiasny/Miša Čermak/Mojmir Sepe)
- Moja žena (Tomaž Kozlevčar/Miša Čermak/Tomaž Kozlevčar)
- Money Money/D nar je smet (Inconnu Compositeur Auteur/Miša Čermak/Jože Hauko)
- Nežna mucka (Bojan Adamič/Miša Čermak)
- O, ne, ne, ne (Tomaž Kozlevčar/Miša Čermak)
- Ob meni zaspi (Franc Koren/Miša Čermak/Tomaž Kozlevčar)
- Oder (Davor Noel Božič/Miša Čermak/Davor Noel Božič)
- Pleševa in pojeva (Tomaž Kozlevčar/Miša Čermak/Tomaž Kozlevčar)

## Sodelovanja na glasbenih festivalih kot avtorica besedil

### Melodije morja in sonca
- 1988: Marta Zore - Ti (Matjaž Murko, Tomaž Kozlevčar/Miša Čermak)
  - Nagrada strokovne žirije za najobetavnejšo izvajalko
- 1989: Damjana Golavšek - Rojstvo (Matjaž Murko/Miša Čermak/Tomaž Kozlevčar)
  - Nagrada strokovne žirije za najboljšo debitantko
- 1993: Alenka Godec - Zdaj se vračam (Matjaž Murko/Miša Čermak/Primož Grašič)
- 1994: Faraoni - Mi ljudje smo kot morje (Enzo Hrovatin/Miša Čermak/Faraoni)
  - Nagrada občinstva
- 1995: Marta Zore - Še si tu (Marta Zore/Miša Čermak/Miran Juvan)
  - Nagrada občinstva
- 1997: Victory - Ne briga me (Miran Vlahovič/Miša Čermak/Martin Štibernik)
- 2002: Polona Furlan - Naj živi (Miha Mihelčič/Miša Čermak/Patrik Greblo)
  - Nagrada strokovne žirije za najboljše besedilo, nagrada strokovne žirije za najboljšo pesem v celoti
- 2009: Jazz Station - Delam, kar se ne sme (Gaber Radojevič/Miša Čermak/Primož Grašič, Gaber Radojevič)
  - Nagrada strokovne žirije za najboljše besedilo, nagrada strokovne žirije za najboljšo glasbo, velika nagrada
- 2025: Oto Pestner - Ko bi znal (Patrik Greblo/Miša Čermak)
  - Posebna nagrada: posebno priznanje v obliki spominske plakete ali skulpture - MMS avtor, 2. mesto (29 točk)

### Jugoslavija na Pesmi Evrovizije
- 1989: Caffe, Mojca in Marta - Kadar sem sama (Tomaž Kozlevčar/Miša Čermak/Emil Spruk)

### EMA
- 1993: E. T. - Svet za oba (Tomaž Kozlevčar/Miša Čermak/Jože Privšek)
  - 8. mesto (49 točk)
- 1993: Alenka Godec - Tisti si ti (Matjaž Murko/Miša Čermak/Milan Ferlež, Jože Hauko)
  - 3. mesto (81 točk)
- 1995: Faraoni - Ljubezen je (Enzo Hrovatin/Miša Čermak/Sašo Fajon)
  - 4. mesto (102 točki)
- 1996: Roberto - Nisi, nisva (Elvis Dobrilovič, Roberto/Miša Čermak)
  - 11. mesto (3 točke)
- 1996: Marta Zore - Pojdi z njo (Marta Zore/Miša Čermak/Miran Juvan)
  - 3. mesto (74 točk)
- 1998: Gianni Rijavec in Vladimir Čadež - Pusti času čas (Gianni Rijavec/Miša Čermak/Sašo Fajon)
  - 2. mesto (6103 točke)
- 1999: Gianni Rijavec & Vladimir Čadež - Ljubezen je le ena (Gianni Rijavec/Miša Čermak/Sašo Fajon)
  - 8. mesto (21 točk)

### Slovenska popevka
- 1999: Rok Šošter - Nekdo v meni (Patrik Greblo/Miša Čermak/Patrik Greblo)
- 2000: Tulio Furlanič & Yesterday - Nocoj joče neko srce (Marino Legovič/Miša Čermak/Marino Legovič)
  - 13. mesto (557 glasov)
- 2000: Rok Šošter - Močnejši kot prej (Sašo Fajon/Miša Čermak/Sašo Fajon)
- 2001: Ana Dežman - Rada bi (Patrik Greblo/Miša Čermak/Patrik Greblo)
  - 2. mesto (5328 glasov), nagrada strokovne žirije za najboljši aranžma
- 2002: Malala (Tina Kovačič) - Človek (Marino Legovič/Miša Čermak/Marino Legovič)
  - 12. mesto (714 glasov)
- 2007: Slavko Ivančić - Kdo si (Enzo Hrovatin/Miša Čermak/Patrik Greblo)
  - 14. mesto (304 glasov)
- 2009: Gašper Rifelj - Ti veš (Goran Belenko/Miša Čermak/Lojze Krajnčan)
  - 2. mesto (1499 glasov), nagrada strokovne žirije za najboljše besedilo
- 2012: Slavko Ivančić in Manca Izmajlova - Zdaj (Gaber Radojevič/Miša Čermak/Jaka Pucihar)
  - 3. mesto

### Hit festival
- 2000: Rok Šošter - Verjemi vase (Enzo Hrovatin/Miša Čermak/Sašo Fajon)
  - 1. nagrada strokovne žirije za najboljše besedilo
- 2001: Malala - Ko je eno vse (Marino Legovič/Miša Čermak/Marino Legovič)
  - 2. do 3. nagrada strokovne žirije za najboljše besedilo
- 2004: Meta Močnik, Edvin Fliser in Pepel in kri - Verjemi srcu (Edvin Fliser/Miša Čermak/Vojko Sfiligoj)

### Festival slovenskega šansona(od leta 1985 do 1990 Jugoslovanski šanson - Rogaška)
- 1990: Meri Avsenak - Nekdo drug (Bojan Adamič/Miša Čermak/Bojan Adamič)
- 2001: Eva Škofič Maurer - Izštevanka (Patrik Greblo/Miša Čermak/Patrik Greblo)
- 2009: Barbara Čokl - Ljubim (Tomaž Kozlevčar/Miša Čermak/Tomaž Kozlevčar)